# Neopolyptychus
Neopolyptychus este un gen de molii din familia Sphingidae. 

## Specii
- Neopolyptychus ancylus - (Rothschild & Jordan, 1916)
- Neopolyptychus centralis - Basquin & Pierre, 2005
- Neopolyptychus choveti - Pierre, 2004
- Neopolyptychus compar - (Rothschild & Jordan 1903)
- Neopolyptychus consimilis - (Rothschild & Jordan 1903)
- Neopolyptychus convexus - (Rothschild & Jordan 1903)
- Neopolyptychus prionites - (Rothschild & Jordan 1916)
- Neopolyptychus pygarga - (Karsch 1891)
- Neopolyptychus serrator - (Jordan 1929)
- Neopolyptychus spurrelli - (Rothschild & Jordan, 1912)